# Oder (Schiff, 1927)
Die Oder war ein Frachtschiff für den Ostasien- und Australiendienst des Norddeutschen Lloyd (NDL). Sie gehörte zu einer Serie von 17 Schnellfrachtern des NDL, die sich nur geringfügig unterschieden.

## Geschichte
Das Schiff wurde als Baunummer 210 auf der Hamburger Vulkanwerft gebaut, lief dort am 25. Oktober 1927 vom Stapel und konnte am 20. Dezember 1927 vom Norddeutschen Lloyd in Dienst gestellt werden. 

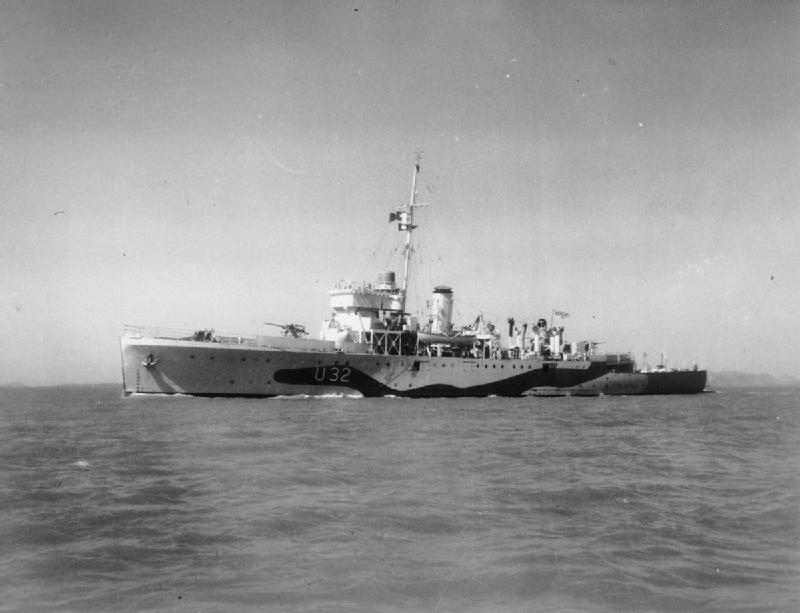
HMS Shoreham

Zu Beginn des Zweiten Weltkriegs wurde die Oder im September 1939 im italienisch-ostafrikanischen Massaua aufgelegt. Im Frühjahr 1941 sollte das Schiff dann nach Frankreich durchbrechen, wurde aber am 24. März 1941 in der Meerenge Bab al-Mandab von der britischen Sloop HMS Shoreham gestellt. Damit die Oder nicht von der Royal Navy beschlagnahmt werden konnte, wurde sie etwa fünf Seemeilen südwestlich von Perim selbstversenkt.